# غونار بيترسن
غونار بيترسن (بالنرويجية البوكمول: Gunnar Pettersen)‏ (30 يوليو 1955 - ) هو مدرب كرة يد ولاعب كرة يد النرويج.

## وصلات خارجية
- غونار بيترسن على موقع IMDb (الإنجليزية)

- غونار بيترسن على موقع الاتحاد النرويجي لكرة اليد (النرويجية)